# 매니코어 프로세서
매니코어 프로세서(manycore processor)는 높은 수준의 병렬 처리를 위해 설계된 특별한 종류의 멀티 코어 프로세서로, 수십 개에서 수천 개 이상의 단순하고 독립적인 프로세서 코어를 포함한다. 매니코어 프로세서는 임베디드 시스템과 고성능 컴퓨팅 분야에서 광범위하게 사용된다.

## 멀티코어 아키텍처와의 대조
매니코어 프로세서는 멀티 코어 프로세서와 달리 처음부터 높은 수준의 명시적 병렬성과 지연 시간 및 낮은 단일 스레드 성능을 희생하면서도 높은 처리량(또는 낮은 전력 소비)을 위해 최적화되었다.
반면, 광범위한 범주의 멀티 코어 프로세서는 일반적으로 병렬 및 직렬 코드를 모두 효율적으로 실행하도록 설계되었으며, 따라서 높은 단일 스레드 성능에 더 중점을 둔다(예: 비순차적 명령어 처리, 더 깊은 파이프라인, 더 많은 슈퍼스칼라 실행 장치, 더 크고 일반적인 캐시에 더 많은 실리콘을 할당하고 공유 메모리를 사용). 이러한 기술은 단일 스레드에서 내재된 병렬성을 파악하는 데 런타임 자원을 투입한다. 이들은 단일 코어 프로세서에서 (하위 호환성을 유지하며) 지속적으로 발전해 온 시스템에 사용된다. 이들은 일반적으로 '소수의' 코어(예: 2, 4, 8)를 가지며, 이기종 시스템에서 매니코어 가속기(예: GPU)로 보완될 수 있다.

## 동기
캐시 일관성은 멀티코어 프로세서의 확장성을 제한하는 문제이다. 매니코어 프로세서는 메시지 전달, 스크래치패드 메모리, DMA, 분할 전역 주소 공간 또는 읽기 전용/비일관성 캐시와 같은 방법을 통해 이를 우회할 수 있다. 네트워크 온 칩과 로컬 메모리를 사용하는 매니코어 프로세서는 소프트웨어에게 태스크의 공간적 레이아웃을 명시적으로 최적화할 기회를 제공한다(예: 트루노스를 위해 개발된 툴링에서 볼 수 있듯이).
매니코어 프로세서는 고성능 컴퓨팅에서 유래한 클러스터 및 벡터 프로세서와 같은 기술과 (개념적으로) 더 많은 공통점을 가질 수 있다.
GPU는 여러 셰이더 처리 장치를 가지며, 고도로 병렬적인 코드에만 적합한(높은 처리량, 그러나 매우 낮은 단일 스레드 성능) 매니코어 프로세서의 한 형태로 간주될 수 있다.

## 프로그래밍 모델
- 메시지 전달 인터페이스
- OpenCL[6] 또는 컴퓨트 커널을 지원하는 다른 API
- 분할 전역 주소 공간
- 행위자 모델
- OpenMP[7]
- 데이터 흐름

## 매니코어 시스템의 분류
- GPU, 매니코어 벡터 프로세서로 설명될 수 있다.
- 대규모 병렬 프로세서 배열
- 비동기 단순 프로세서 배열
- 공간 아키텍처

## 특정 매니코어 아키텍처
- ZettaScaler , 일본 PEZY Computing의 2,048코어 모듈
- 제온 파이 코프로세서 (MIC(Many Integrated Cores) 아키텍처)
- 틸레라
- 아답테바 에피파니 아키텍처, PGAS 스크래치패드 메모리를 사용하는 매니코어 칩
- 코히런트 로직스 hx3100 프로세서, 하이퍼X 아키텍처 기반 100코어 DSP/GPP 프로세서
- 모비디우스 마이리아드 2, 매니코어 비전 처리 장치 (VPU)
- 칼레이, 데이터 집약적인 작업을 위한 매니코어 PCI-e 가속기
- 테라플롭스 연구 칩, 메시지 전달을 사용하는 매니코어 프로세서
- 트루노스, 매니코어 네트워크 온 칩 아키텍처를 가진 AI 가속기
- 그린 어레이, 저전력 애플리케이션을 목표로 메시지 전달을 사용하는 매니코어 프로세서
- Sunway SW26010, 당시 세계 1위 슈퍼컴퓨터인 선웨이 타이후라이트에 사용된 260코어 매니코어 프로세서
  - SW52020, SW26010의 개선된 520코어[8][9] 변형으로 512비트 SIMD를 지원하며(하프 정밀도 지원 추가), 엑사스케일 시스템(향후 10 엑사스케일 시스템)을 위한 프로토타입에 사용되었다. datacenterdynamics에 따르면 중국은 이미 두 개의 별도 엑사스케일 시스템을 비밀리에 보유하고 있다는 소문이 있다.
- 아이어리스, 임베디드 비전 애플리케이션을 위한 컨볼루션 신경망 실행을 위해 설계된 매니코어 프로세서[10]
- 그래프코어, 매니코어 AI 가속기

## 100만 개 이상의 CPU 코어를 가진 특정 매니코어 컴퓨터
멀티코어 프로세서로 구축된 많은 컴퓨터들이 100만 개 이상의 개별 CPU 코어를 가지고 있다. 다음은 그 예시이다:
- 교코 (일본어: 暁光 헵번: gyōkō, 새벽 빛), ExaScaler와 PEZY Computing이 개발한 슈퍼컴퓨터로, 총 20,480,000개의 처리 요소와 1,250개의 인텔 제온 D 호스트 프로세서를 포함한다.
- 스피나커, 인간 뇌 프로젝트의 일환으로 구축된 대규모 병렬 (100만 CPU 코어) 매니코어 프로세서(ARM 기반).

## 5백만 개 이상의 CPU 코어를 가진 특정 컴퓨터
꽤 많은 슈퍼컴퓨터가 5백만 개 이상의 CPU 코어를 가지고 있다. 코프로세서, 예를 들어 GPU가 함께 사용될 경우 해당 코어는 코어 수에 포함되지 않으므로, 더 많은 컴퓨터가 이러한 목표를 달성할 수 있다.
- 프론티어
- 후가쿠, 후지쯔 A64FX ARM 기반 코어를 사용하는 일본 슈퍼컴퓨터로 총 7,630,848개 코어.
- 선웨이 타이후라이트, 대규모 병렬 (1천만 CPU 코어) 중국 슈퍼컴퓨터로, 한때 세계에서 가장 빠른 슈퍼컴퓨터 중 하나였으며, 커스텀 매니코어 아키텍처를 사용한다. 2018년 11월 기준으로 TOP500 목록에서 세계에서 세 번째로 빠른 슈퍼컴퓨터였으며, 각각 256개의 코어를 포함하는 40,960개의 SW26010 매니코어 프로세서에서 성능을 얻었다.

## 같이 보기
- 벡터 프로세서
- SIMD
- 고성능 컴퓨팅
- 컴퓨터 클러스터
- 멀티프로세서 시스템 온 칩
- 비전 처리 장치
- 메모리 접근 패턴
- 캐시 일관성
- 처치 곤란 병렬
- 대규모 병렬 컴퓨터
- CUDA